# Snippen Station
Snippen Station (Snippen stasjon eller Snippen holdeplass) er en ubetjent jernbanestation Gjøvikbanen i Maridalen, ca. 17,5 km nord for det centrale Oslo. Stationen består af en enkelt perron med et læskur. Der er ingen parkeringsplads ved stationen, og adgang sker via en grussti. Stationen udmærker sig som udgangspunkt for udflugter i både Nordmarka og Lillomarka.
Stationen åbnede som trinbræt i november 1945.